# Elogio della vita monastica
Elogio della vita monastica, scritta prima del 1340, è la prima opera teologica dello scrittore bizantino Alessio Macrembolite.
Grazie a quest'opera siamo sicuri che Alessio Macrembolite non fu mai un monaco, infatti egli rimpiange di non poter avere una vita spirituale come quella dei monaci. Stranamente Alessio nella sua seconda opera teologica Icona della madre di Dio, è critico verso la vita monastica.